# Bartow (Florida)
Bartow is een plaats (city) in de Amerikaanse staat Florida, en valt bestuurlijk gezien onder Polk County.

## Demografie
Bij de volkstelling in 2000 werd het aantal inwoners vastgesteld op 15.340.
In 2006 is het aantal inwoners door het United States Census Bureau geschat op 16.455, een stijging van 1115 (7,3%).

## Geografie
Volgens het United States Census Bureau beslaat de plaats een oppervlakte van
29,5 km², waarvan 29,1 km² land en 0,4 km² water. Bartow ligt op ongeveer 36 m boven zeeniveau.

## Geboren
- Spessard Holland (1892-1971), gouverneur en senator
- Tracy McGrady (1979), basketballer

## Plaatsen in de nabije omgeving
De onderstaande figuur toont nabijgelegen plaatsen in een straal van 16 km rond Bartow.